# 托爾托薩主教座堂

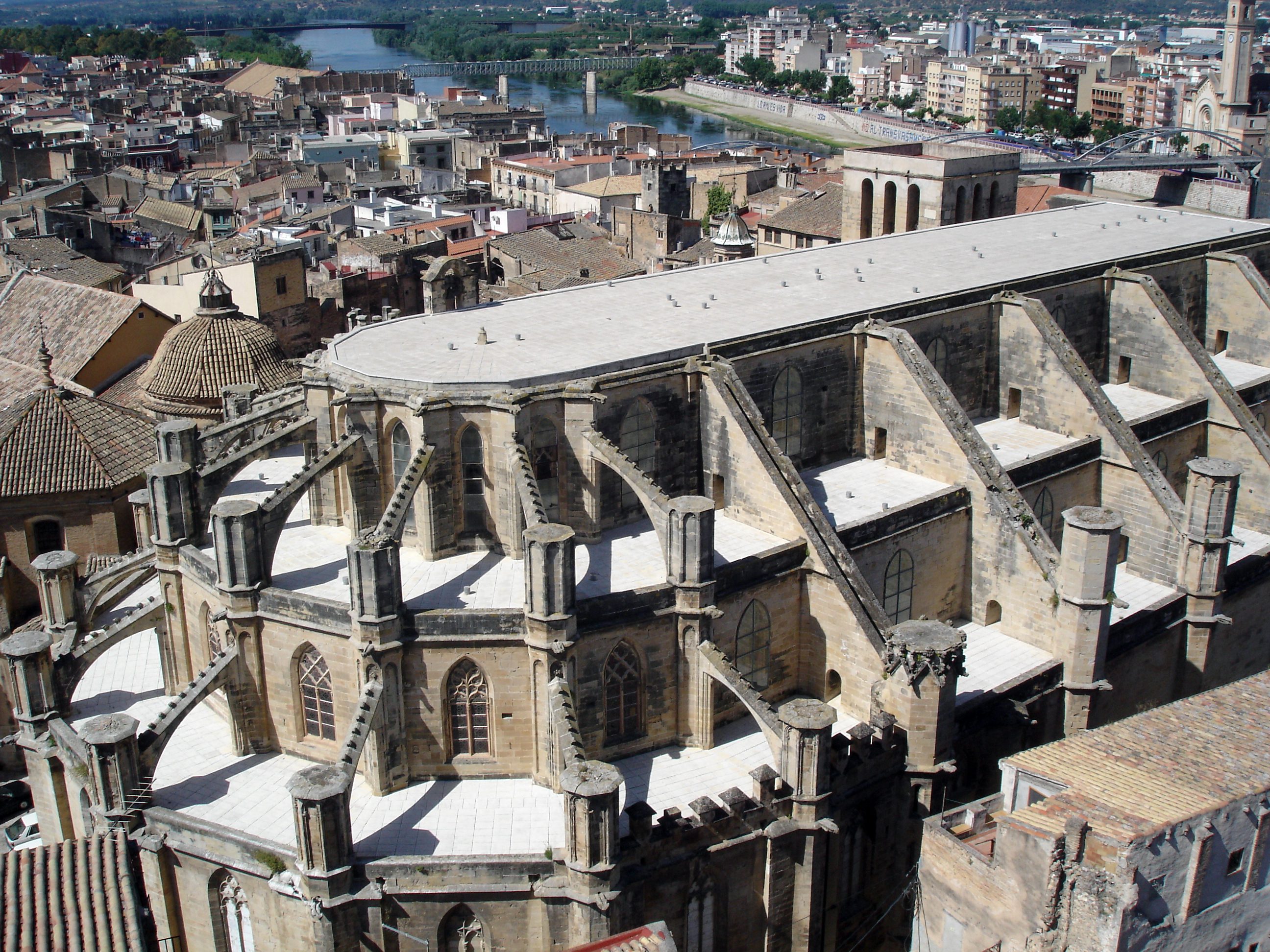

托爾托薩主教座堂（Tortosa Cathedral）是位於西班牙城市托爾托薩的一座羅馬天主教的主教座堂。教堂始建於1347年。現在托爾托薩主教座堂是天主教托爾托薩教區的主教座堂。

## 外部連結
- Web de l'ajuntament de Tortosa sobre la Catedral. （页面存档备份，存于） （文）
- Plana del Bisbat de Tortosa （页面存档备份，存于） （文）
- Canònica de Tortosa. （页面存档备份，存于）
- Descripció i fotografies （页面存档备份，存于） （文）